# Leonardo Benzoni
Leonardo Benzoni (falecido a 24 de março de 1552) foi um prelado católico romano que serviu como bispo de Vulturara e Montecorvino (1551–1552).

## Biografia
A 16 de março de 1551, Leonardo Benzoni foi nomeado durante o papado de Júlio III como Bispo de Vulturara e Montecorvino, onde serviu como bispo até à sua morte no dia 24 de março de 1552.